# Cephonodes xanthus
Cephonodes xanthus är en fjärilsart som beskrevs av Rothschild och Jordan 1903. Cephonodes xanthus ingår i släktet Cephonodes och familjen svärmare. Inga underarter finns listade i Catalogue of Life.